# Giovanni Andrea De Ferrari

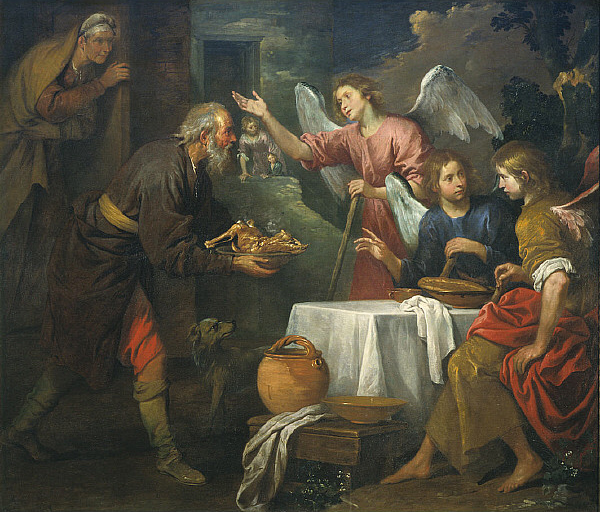
Abramo visitato dagli angeli (Museo di Saint Louis, Missouri)

Giovanni Andrea De Ferrari (Genova, 1598 – Genova, 25 dicembre 1669) è stato un pittore italiano del periodo barocco, attivo soprattutto a Genova e in Liguria.

## Biografia
Si formò alla scuola di Bernardo Castello e successivamente dello Strozzi, di cui divenne stretto collaboratore tanto che molte sue opere erano ritenute del maestro. 
Già in età giovanile ebbe importanti commissioni, quali la figura allegorica della Giustizia, commissionata dal governo della Repubblica, oggi a Palazzo Bianco,  la Predica di san Tommaso davanti al re delle Indie, 1624, per l'oratorio di San Tommaso, il Martirio di sant'Andrea, ora in Santa Maria dei Servi, e la Vergine che intercede per le anime purganti, nella chiesa del Carmine. 
Pur operando esclusivamente a Genova, molte sue tele furono destinate a varie cittadine della republica (Angelo custode per la parrocchiale di Santa Margherita Ligure e la Natività di Maria per Sant'Ambrogio a Voltri, la Madonna del Carmine di Alassio).
Numerosi furono anche i dipinti destinati alle quadrerie private, fra i quali prevalgono i soggetti biblici (Scherno di Cam, Esaù e Giacobbe di Palazzo Bianco, l'Ebrezza di Noè dell'Accademia Ligustica, le Storie di Giuseppe  della Galleria nazionale d'arte antica di Roma). Molte di queste opere sono considerate fra le sue meglio riuscite, non solo per i realistici brani di natura morta, ma soprattutto per l'intimo rapporto psicologico che si crea fra le figure, grazie anche all'uso drammatico delle luci di matrice caravaggesca.
Collaborò ad alcuni progetti con Giovanni Andrea Ansaldo ed ebbe tra i suoi allievi alcuni tra i più noti pittori della scuola genovese del Seicento, quali Valerio Castello, Giovanni Benedetto Castiglione detto il Grechetto, Giovanni Bernardo Carbone, Sebastiano Cervetto e Giovanni Andrea Podestà.

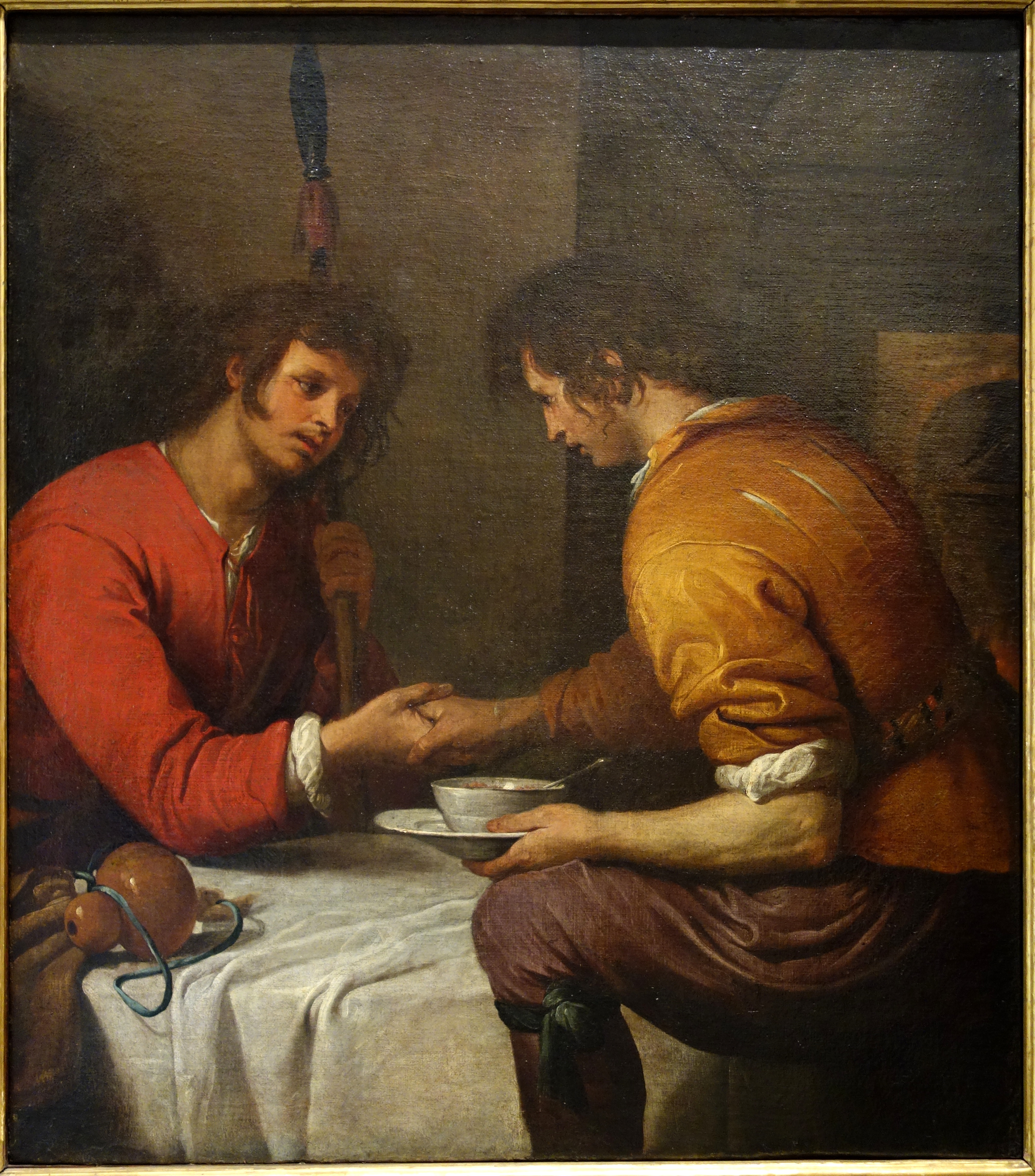
Esaù e Giacobbe
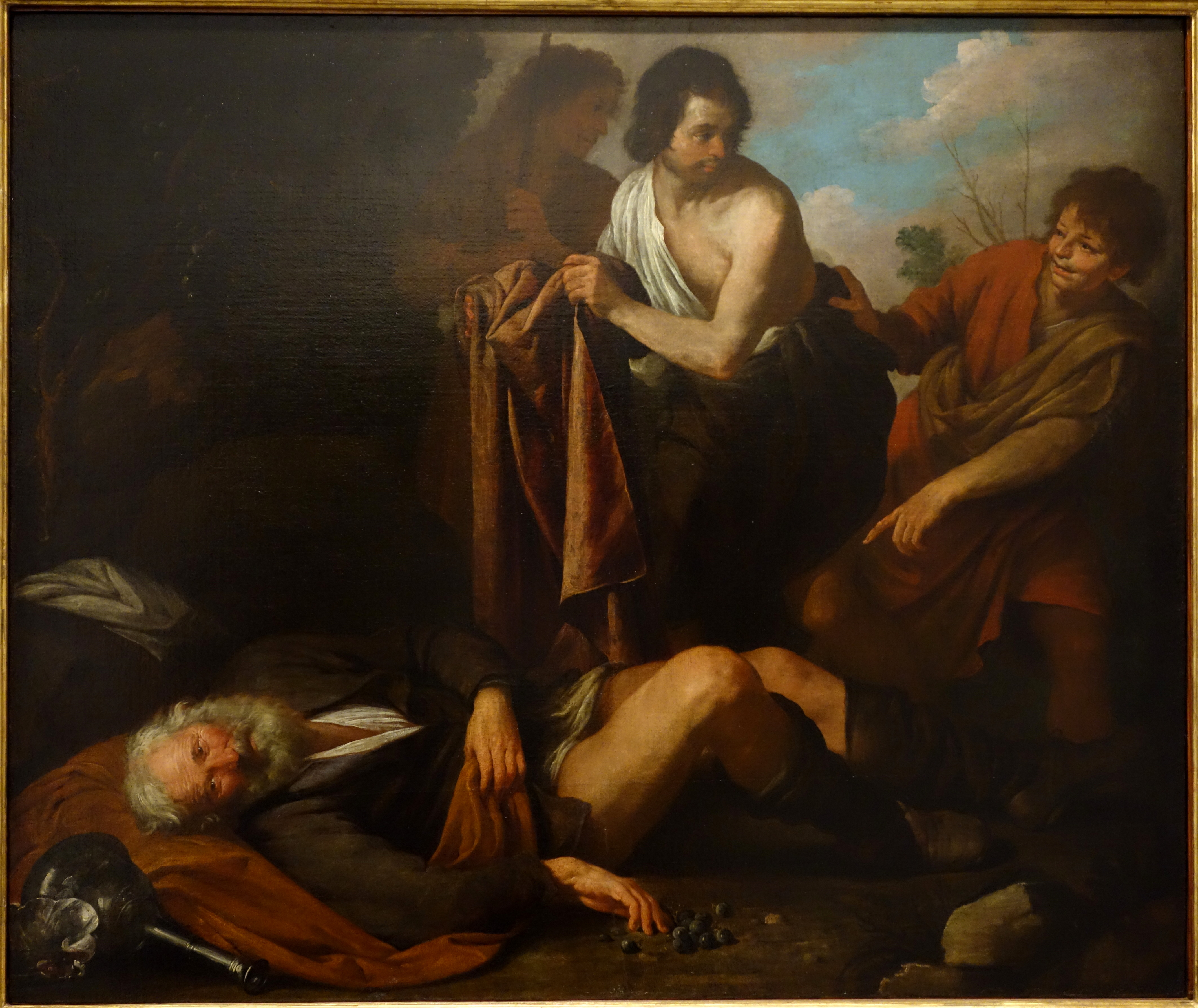
Ebbrezza di Noè
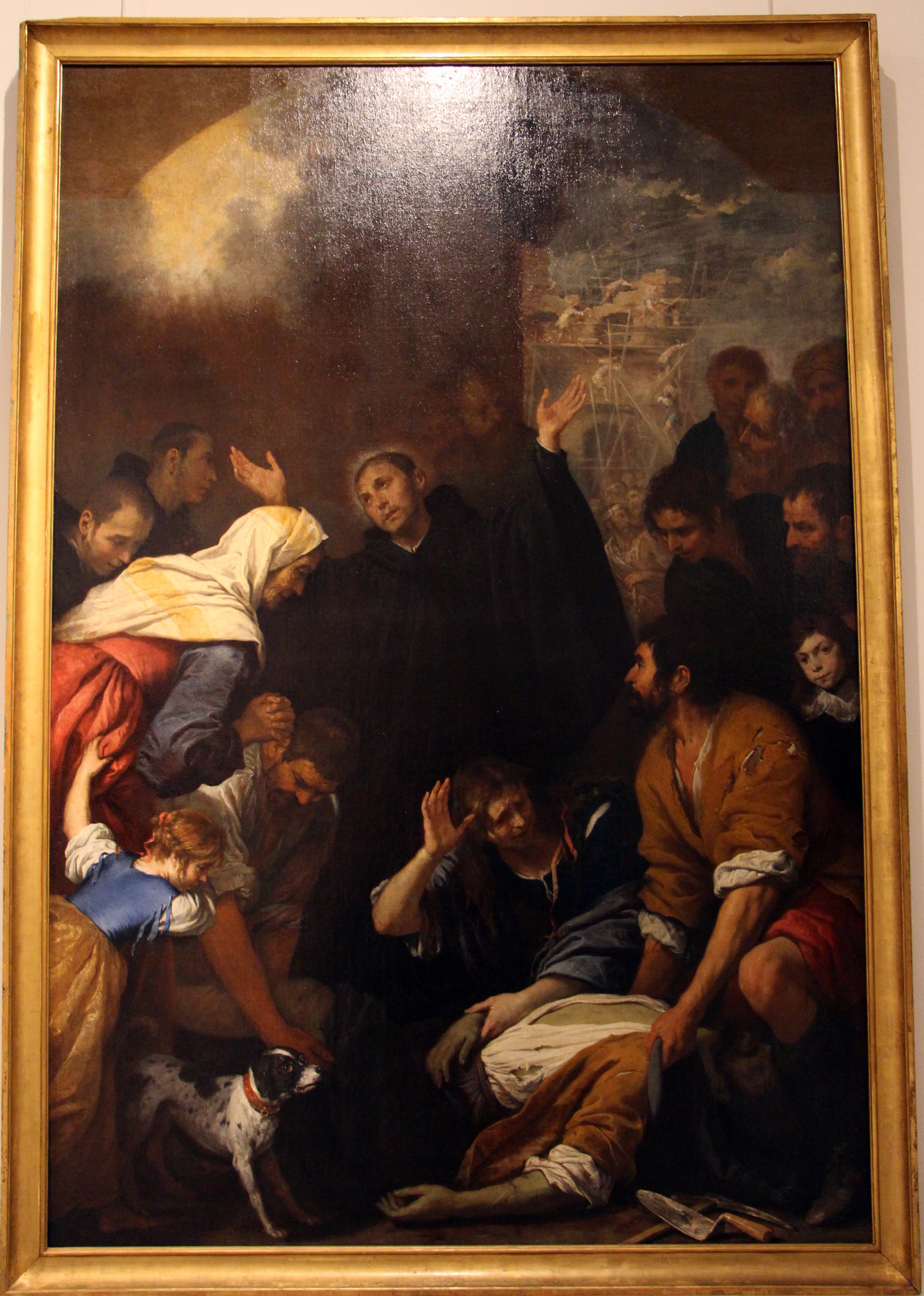
Santo resuscita un muratore caduto

## Opere
Tra le sue opere più importanti si ricordano:
- Storie della Vergine e di San Giuseppe, 1619, Conservatorio delle Suore di San Giuseppe, Genova
- Natività della Vergine, Chiesa di Nostra Signora del Rimedio, Genova
- Adorazione dei Pastori, Quadreria dei Cappuccini, Voltaggio
- La Giustizia, figura allegorica, Palazzo Ducale nella sala del Comune, Genova
- Madonna del Carmine (Alassio, Chiesa della Carità)
- Tre santi vescovi, chiesa parrocchiale di Recco
- Madonna, santi e anime purganti (Alassio, Collegiata di Sant'Ambrogio)
- Sacrificio di Isacco, Miracolo di Santa Brigida, Santo che resuscita un muratore caduto (Genova, Accademia ligustica di belle arti)
- L'ebbrezza di Noè (Genova, Galleria di Palazzo Bianco)
- Il miracolo di Sant'Ugo Canefri (Genova, Chiesa di San Giovanni di Pré)
- Elemosina di Sant'Antonino (1624, Montoggio, Chiesa di San Giovanni Decollato)
- Abramo visitato dagli angeli (Museo di Saint Louis nel Missouri)
- Agar e l'angelo (Annunziata del Vastato, Genova)
- Morte di SanGiuseppe, chiesa di San Nicola, Genova
- San Giovanni nel deserto (Borgo Fornari, frazione di Ronco Scrivia, Chiesa di Santa Maria Assunta)
- La Vergine da bambina con i Santi Anna e Gioacchino (La Spezia, Chiesa di Nostra Signora della Salute - trasferita al Museo diocesano)
- Incontro della Vergine con Sant'Elisabetta, Chiesa di Santo Stefano (Casella)
- La Regina del Cielo patrona di Genova, olio su tela, Chiesa di San Giorgio dei Genovesi (Palermo)
- Madonna con il Bambino e i Santi Giorgio e Caterina (Cagliari, Museo dell'arciconfraternita dei Genovesi)
- Il Pentimento della Maddalena, 1640 circa, Galleria Rizzi, Sestri Levante